# CSL Limited
CSL Limited — австралийская фармацевтическая компания со штаб-квартирой в Мельбурне (штат Виктория). В списке крупнейших публичных компаний мира Forbes Global 2000 за 2021 год CSL Limited заняла 496-е место (1018-е по обороту 256-е по чистой прибыли, 1566-е по активам и 154-е по рыночной капитализации.

## История
Компания была основана в 1916 году как Лаборатории сыворотки Содружества (англ. Commonwealth Serum Laboratories, CSL), государственного учреждения по производству вакцин и противоядий. В 1944 году CSL начала производство пенициллина. В 1952 году была освоена технология фракционирования плазмы крови для получения лекарственных препаратов против гемофилии и других заболеваний.
В 1994 году компания была приватизирована путём размещения её акций на Австралийской фондовой бирже, что принесло 299 млн долларов. В 2000 году у швейцарского Красного Креста была куплена компания ZLB Bioplasma, а в 2004 году — немецкая Aventis Behring. В 2014 году у Novartis был куплен бизнес по производству вакцин от гриппа, на его основные была создана дочерняя компания Seqirus.

## Деятельность
Научно-исследовательские лаборатории компании находятся в Австралии (Мельбурн и Сидней), Японии (Токио), КНР (Ухань), США (Пасадина, Канкаки, Кинг-оф-Праша, Кембридж, Холли-Спрингс), Великобритании, (Ливерпуль, Мейденхед), Нидерландах (Амстердам), Швейцарии (Берн) и Германии (Марбург). Производственные мощности располагаются в Австралии (Мельбурн), КНР (Ухань), США (Канкаки, Холли-Спрингс), Великобритании (Ливерпуль), Германии (Марбург), Швейцарии (Берн).
Выручка за 2020/21 финансовый год составила 10,31 млрд долларов, её географическое распределение:
- США — 4,98 млрд долларов,
- Австралия — 859 млн долларов,
- Германия — 854 млрд долларов,
- Китай — 651 млн долларов,
- Великобритания — 580 млн долларов,
- Швейцария — 307 млн долларов,
- другие страны — 2,08 млрд долларов.

## Дочерние компании
Основные дочерние компании по состоянию на 2021 год:
- Австралия: CSL Innovation Pty Ltd., CSL Behring (Australia) Pty Ltd., Seqirus Pty Ltd.
- Великобритания: Seqirus UK Limited, Seqirus Vaccines Limited
- Германия: CSL Behring GmbH
- США: CSL Behring LLC, CSL Plasma Inc., Seqirus Inc
- Швейцария: CSL Behring AG, CSL Behring Lengnau AG